# Heinrich Schlieper

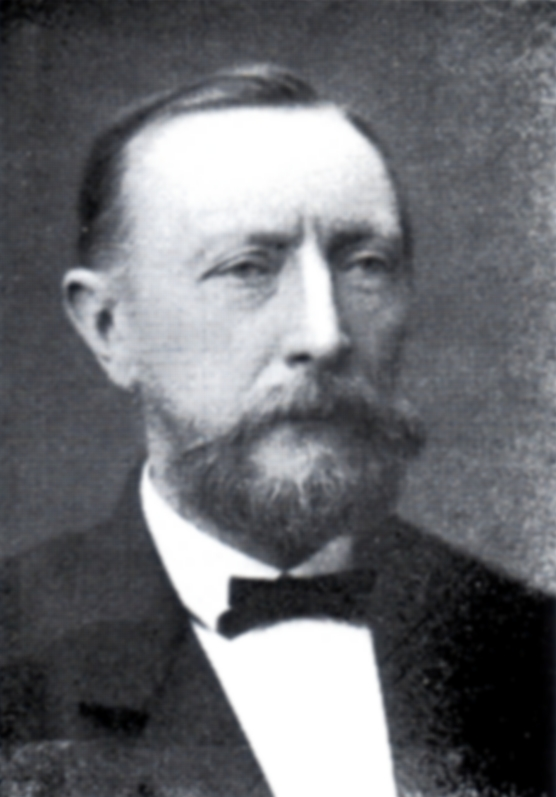
Heinrich Schlieper

Heinrich Schlieper (* 18. Dezember 1826 in Iserlohn; † 8. April 1905 ebenda) war ein deutscher Unternehmer und Politiker.
Schlieper besuchte die höheren Schulen in Iserlohn. Wegen revolutionärer Aktivitäten im Jahr 1848 war er 1849/1850 ein Jahr inhaftiert, wurde jedoch 1850 freigesprochen. Er wurde Besitzer der Kettenfabrik Heinrich Schlieper in der Grüne bei Iserlohn. Außerdem war er viele Jahre Mitglied der Handelskammer des Kreises Iserlohn. Kommunalpolitisch war er aktiv u. a. in Kirchen- und Gemeindevertretungen.
Er war von 1873 bis 1882 Abgeordneter des Preußischen Abgeordnetenhauses, wo er den Wahlkreis Regierungsbezirk Arnsberg 3 (Landkreis Altena – Landkreis Iserlohn) vertrat. In der vierten Wahlperiode 1878–1881 war er Mitglied des Reichstags. Er vertrat als Mitglied der Nationalliberalen Partei ebenfalls den Wahlkreis Arnsberg 3 (Altena und Iserlohn). Im Reichstag beschäftigte ihn der Schutz der mittelständischen Metallindustrie in der Provinz Westfalen, der er als Fabrikbesitzer selbst angehörte. Diese verteidigte er auch gegen Forderungen der aufkeimenden Arbeiterbewegung. Dabei vertrat Schlieper eine paternalistische Argumentation. 
Nach Schliepers zweitjüngsten Sohn Walter wurde nach dessen Tod im Alter von 19 Jahren der Kalkfelsen Waltersruh im Iserlohner Stadtteil Roden benannt. Eine dort angrenzende Straße trägt denselben Namen.
Ein weiterer Sohn war der Offizier in der Reichsmarine Paul Schlieper.